# Departamento de Occidente (Antioquia)
Occidente fue uno de los departamentos en que se dividía el Estado Soberano de Antioquia (Colombia). Fue creado el 23 de agosto de 1864, a partir del territorio occidental de la provincia de Antioquia. Tenía por cabecera a la ciudad de Sopetrán, que fue trasladada a Santa Fe de Antioquia en 1867 al crearse el departamento de Sopetrán. El departamento comprendía el territorio de las actuales regiones antioqueñas del Occidente y parte del Suroeste.

## División territorial
El departamento al momento de su creación (1864) estaba dividido en los distritos de Sopetrán (capital antes de 1867), Antioquia (capital después de 1867), Anzá, Buriticá, Belmira, Cañasgordas, Ebéjico, Frontino, Liborina, San Jerónimo, Sucre, Sabanalarga y Urrao.
Con la reforma a la división territorial del estado de 1867, le fueron segregados los distritos de Sopetrán, Belmira, Ebéjico, Liborina, Sabanalarga, San Jerónimo y Sucre para crear el departamento de Sopetrán, en tanto se creó el distrito de Giraldo.